# ディアナとカリスト (ルーベンス)
『ディアナとカリスト』（西: Diana y Calisto, 英: Diana and Callisto）は、バロック期のフランドルの巨匠ピーテル・パウル・ルーベンスが1635年頃に制作した絵画である。油彩。主題はオウィディウスの『変身物語』で語られている女神アルテミス（ローマ神話のディアナ）に仕える美しい従者カリストの物語から取られている。ルーベンスの晩年の作品で、現在はマドリードのプラド美術館に所蔵されている。

## 主題
『変身物語』によるとカリストは女神アルテミスのお気に入りの乙女であり、ゼウス（ローマ神話のユピテル）は以前から彼女と関係を持つ機会をうかがっていた。あるときゼウスは狩りに疲れたカリストが森の中で1人で休憩しているのを見つけると、アルテミスの姿に変身して彼女の純潔を奪った。しばらくのち、アルテミスは従者の乙女たちと小川で水浴をしたが、カリストだけは身ごもっていることを悟られるのを恐れて水に入ろうとしなかった。しかし彼女の衣服が剥ぎ取られ、カリストの妊娠が発覚すると、アルテミスはすぐさまカリストを追放した。

## 制作背景

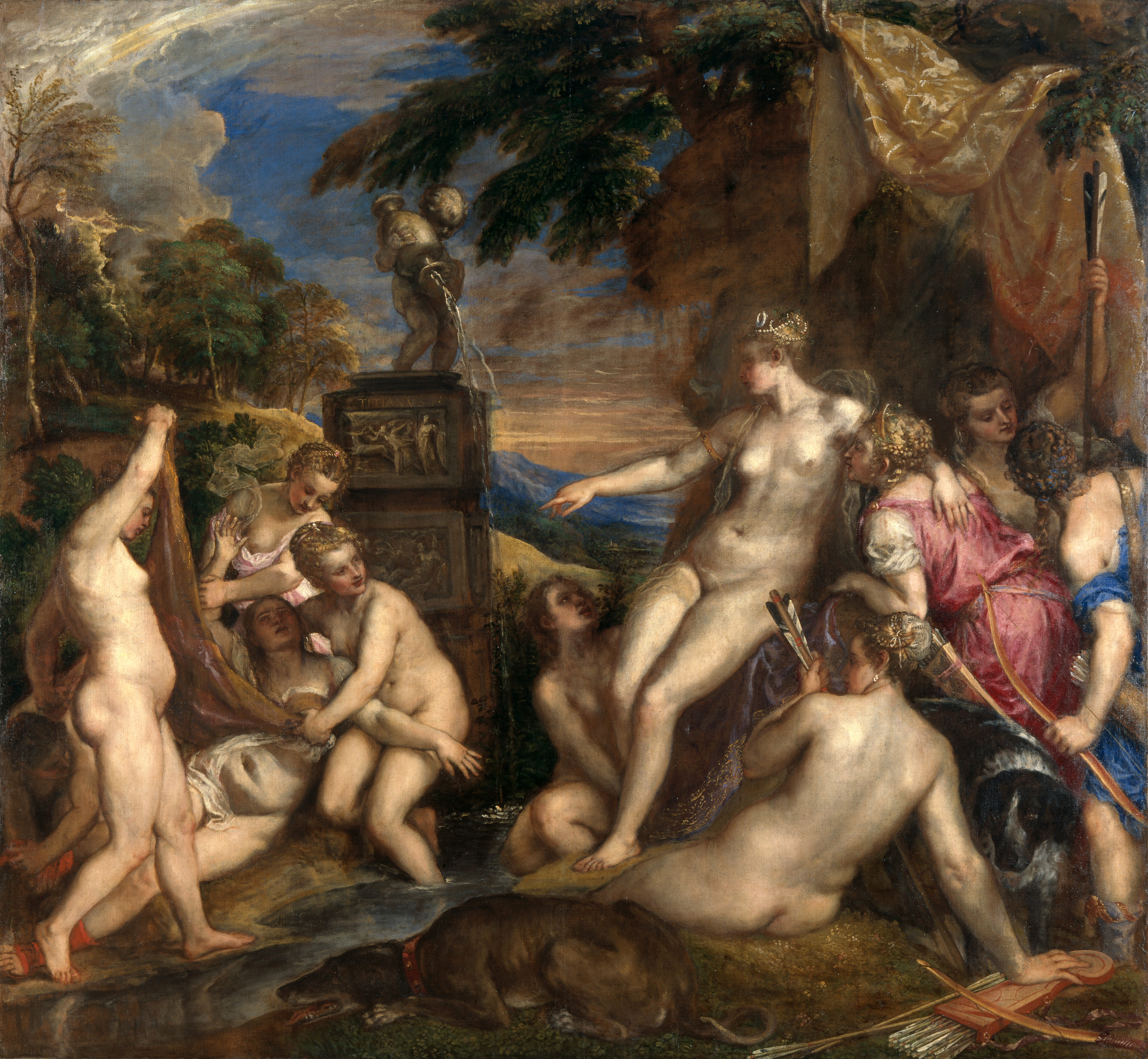
ティツィアーノの絵画『ディアナとカリスト』。現在はロンドンのナショナル・ギャラリーとスコットランド国立美術館の所蔵。

ルーベンスは1628年8月末から1629年4月にかけてマドリードを訪れた際に、スペイン王室が所有するヴェネツィア派の巨匠ティツィアーノ・ヴェチェッリオの多くの絵画を模写した。その中にはティツィアーノの神話画連作《ポエジア》の1つで、本作品と主題を同じくする『ディアナとカリスト』（Diana e Callisto）もあった。それから数年後に制作された本作品はティツィアーノの主題を再解釈したものであったと考えられている。

## 作品
ルーベンスは他の乙女たちによって水浴びをするアルテミスの前に引き出され、服を脱がされるカリストの姿を描いている。紫の衣装をまとったカリストは身体をやや前方に屈めながら衣服を押さえているが、大きく抵抗する様子はない。カリストを取り囲んだ乙女たちはみな普段とあまり変わらない様子であるのに対して、カリストを見つめるアルテミスの表情は驚きと苦痛に満ちた内面が窺える。女神は彼女たちから少し離れた川岸に片足で立ち、女神の身体を布で拭っている黒人の女の右肩に左脚の太股を乗せている。女神の傍らには1本の樹木が立ち、その枝には狩りの獲物であるシカが置かれ、猟犬がシカに向かって飛びかかるような素振りをしている。
ルーベンスは絵画の中にいくつかの古代の要素を加えている。たとえばカリストは古代ギリシア・ローマの時代から最も高貴な色として権力者に愛されてきた紫色の衣服をまとっている。紫色の衣服は古代神話にも登場し、ホメロスの叙事詩『オデュッセイア』ではデモドコスの歌を聴いたオデュッセウスは涙がこぼれるのを隠すため、紫の外衣で顔を覆う。またルキアノスの『神々の対話』では、エロスはゼウスに優美な姿となるよう雷を置いて、紫の上着をまとい、金の靴を履くことを勧めている。

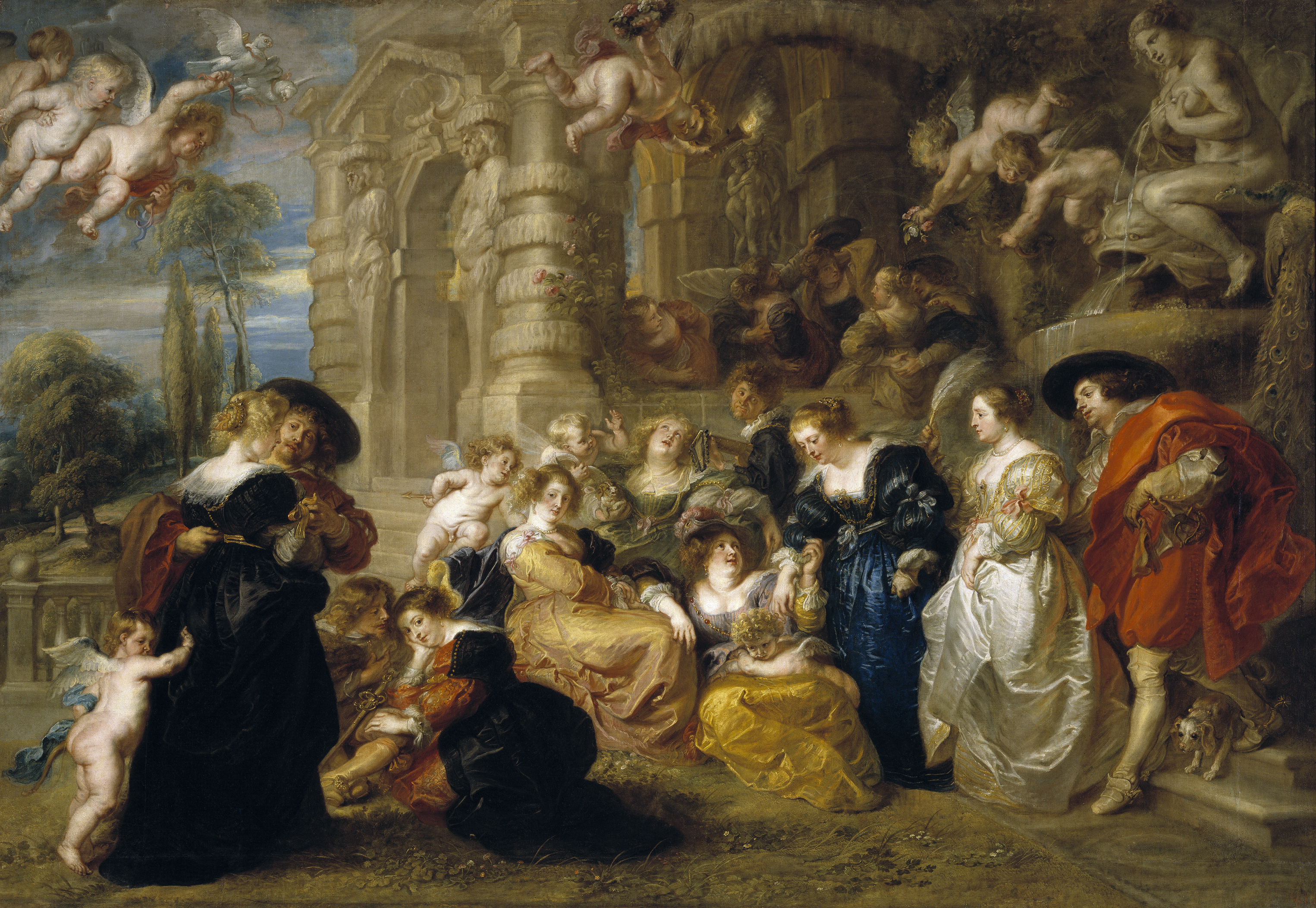
ルーベンスの1630年から1635年頃の絵画『愛の庭』。プラド美術館所蔵。

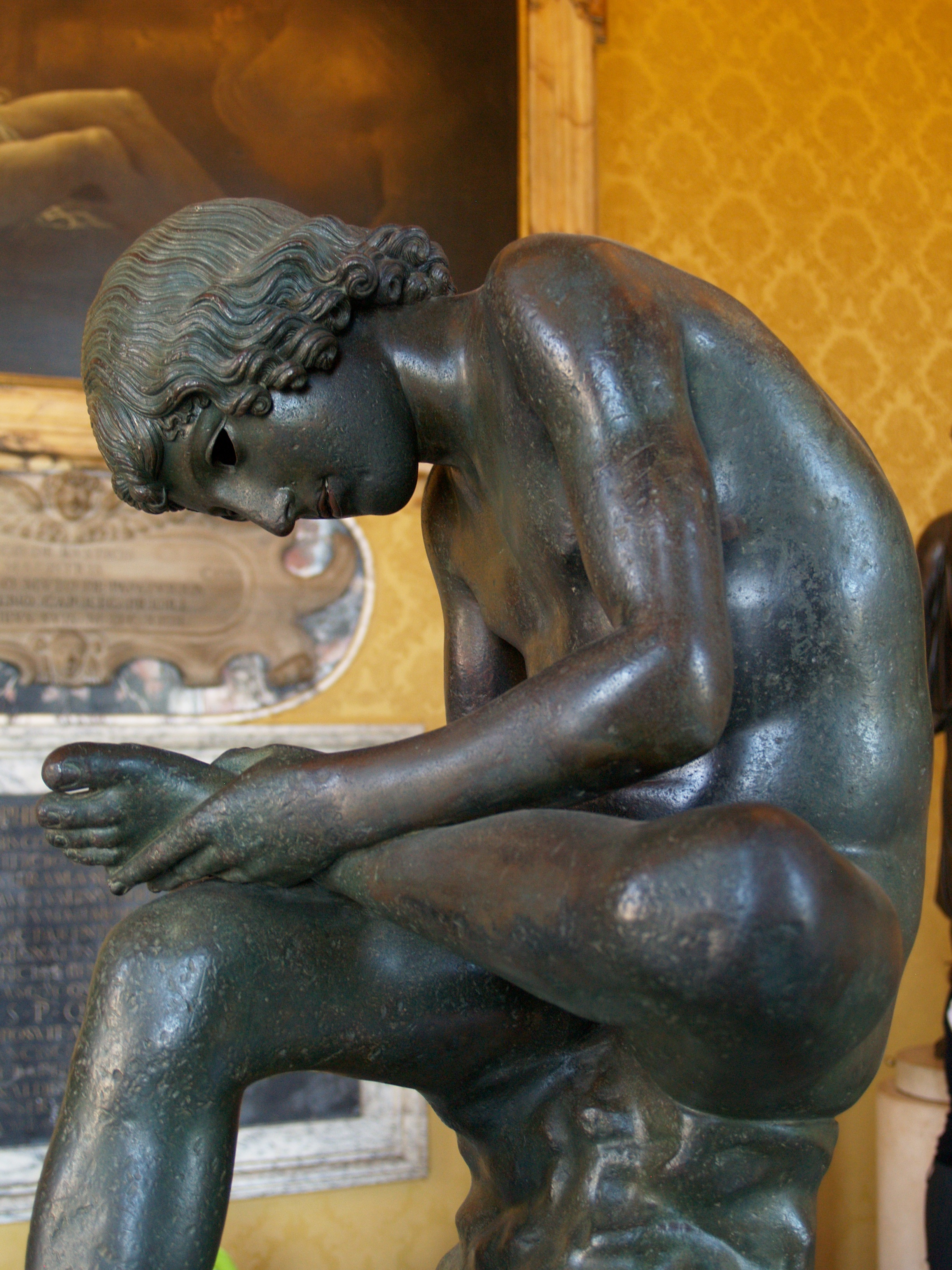
古代の銅像『棘を抜く少年』。カピトリーノ美術館所蔵。

鑑賞者の側に背を向けて座る女性像は、ルーベンスの古代彫刻への関心と研究を物語っている。これは『ロ・スピナリオ』（Lo Spinario）とも呼ばれる前1世紀頃の有名な銅像『棘を抜く少年』に基づくもので、ティツィアーノも用いたルネサンス期の絵画によく見られる背面座像とは異なる図像を使用している。
本作品のアルテミスの描写はティツィアーノの『ディアナとカリスト』と大きく異なっている。すなわちティツィアーノの女神がカリストへの共感と慈悲の感情を全く欠いているのに対して、ルーベンスの女神はまるでカリストの妊娠を信じることができないかのように苦痛の表情を浮かべ、カリストに向かって手を差し伸べている。この点はルーベンスにとってカリストが同情心を呼び起こされる神話的人物であったことを暗示しており、それがアルテミスの描写に反映されていると考えられる。またさらにティツィアーノの晩年の作風に大いに魅了されたルーベンスが、ティツィアーノとは異なる人間性・人生観を持った画家であったことを想像させる。
こうしたルーベンスの神話解釈はおそらく画家の私生活と関係がある。ルーベンスは1630年にエレーヌ・フールマンと再婚して以来、満ち足りた私生活をほのめかす牧歌的な絵画を数多く制作している。その中にはエレーヌの多くの肖像画に加えて、画家の個人的な創作意欲によって制作された美しい2つの絵画『三美神』（Las tres Gracias）および『愛の庭』（El jardín del amor）も含まれる（いずれもプラド美術館所蔵）。ルーベンスはこれらの絵画に登場する女性像の何人かを若いエレーヌの特徴でもって描いている。エレーヌとの間に5人の子供をもうけたルーベンスにとって、子を身ごもったカリストへの同情は自然なことのように思われる。本作品に描かれたカリストの姿はエレーヌに似ており、カリストの隣にいる乙女の髪型はルーベンスが描いたエレーヌのいくつかの肖像画と共通している。

## 来歴
絵画は1666年に王室コレクションとして、マドリードのアルカサル旧王宮の北西の一角ガレリア・デル・シエルソ（Galeria del Cierzo）で初めて記録されている。その後、1747年には新王宮にあり、1796年以降は王立サン・フェルナンド美術アカデミーが所蔵し、フェルナンド7世の死後の1834年にプラド美術館の前身である王立絵画彫刻美術館（Real Museo de Pinturas y Esculturas）に所蔵された。